# Alignements de Carnac
Les alignements de Carnac sont un ensemble de quatre sites mégalithiques (Kermario, le Ménec, Kerlescan, Petit Ménec), situé sur les communes de Carnac et de La Trinité-sur-Mer.
Constitués de menhirs et d'enceintes mégalithiques associés à des tombes individuelles (tumulus mégalithiques) ou collectives (dolmens) s'étirant sur plus de quatre kilomètres, ces alignements mégalithiques, érigés vers 4 500 ans avant J.C, sont les ensembles mégalithiques les plus célèbres de France et les plus impressionnants de cette période, avec près de 3 000 pierres levées.
Si désormais, chaque site semble isolé, au Néolithique, une continuité visuelle existait entre ces différents alignements.
Face aux destructions constatées, les alignements sont protégés au titre des monuments historiques dès 1889. Victimes de leur succès touristique, les sites feront l'objet de mesures strictes d'aménagements et de régulation dès le début des années 1990 par le Centre des monuments nationaux. 
En juillet 2025, les alignements sont inscrits sur la liste de l'UNESCO au Patrimoine mondial dans le bien des mégalithes de Carnac et des rives du Morbihan.

## Histoire

### Origines
Les datations qui s’échelonnent pour la plupart entre 4 800 et 3 500 avant J.-C.

### Destructions

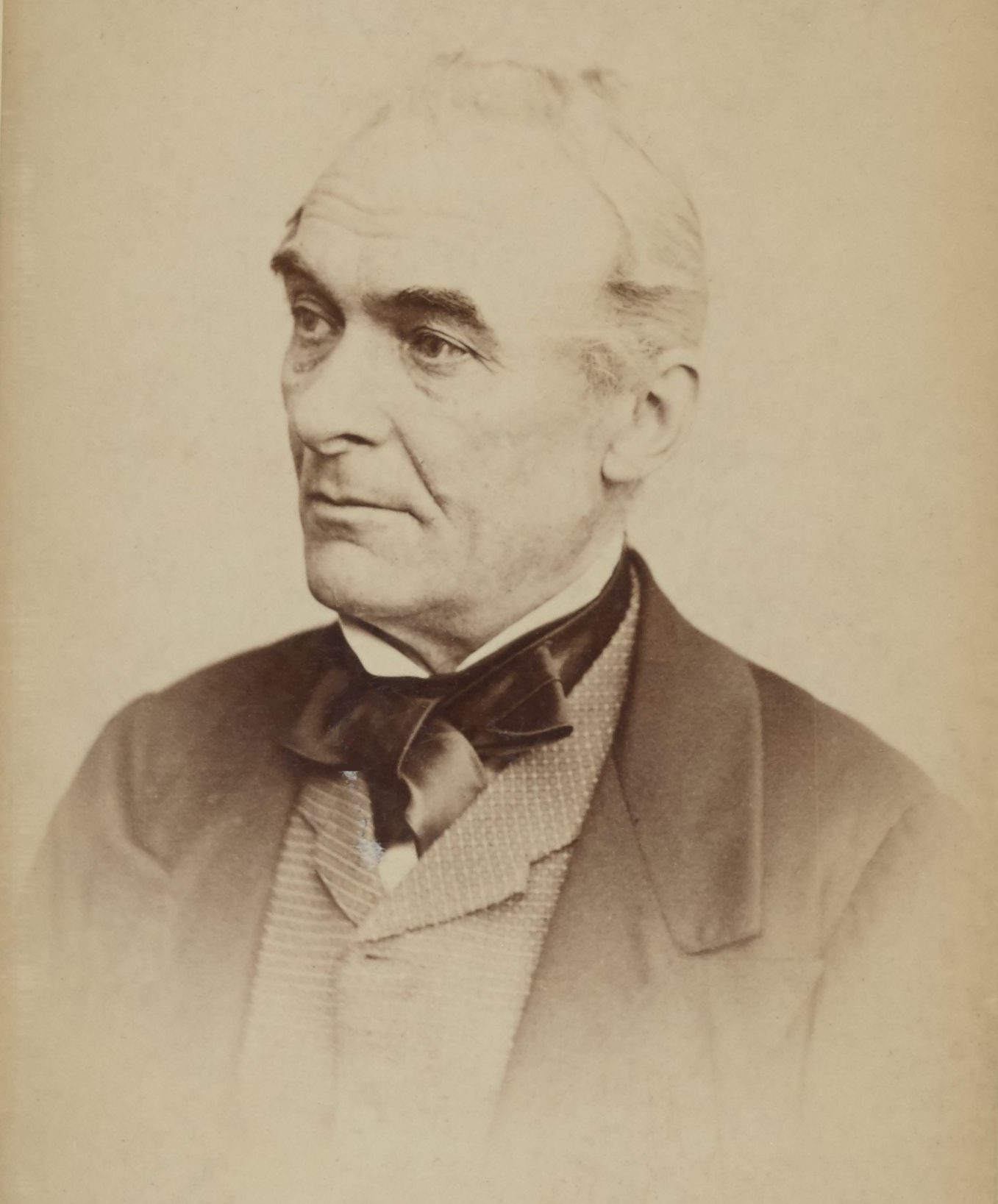
Dès 1840, Prosper Mérimée s'inquiète des destructions opérées dans les alignements de Carnac.

En 1629, de nombreuses pierres sont prélevées et débitées pour construire l'église de Carnac. Tout au long du XIXe siècle et au début du XXe siècle, les alignements de Carnac servent de carrière de pierre pour toutes les constructions locales (clôtures des champs, phares, maisons, canaux, routes, chemins de fer…),. 

### Théories développées auXVIIIesiècle
Les premières mentions des sites ne sont pas antérieures à la deuxième moitié du XVIIIe siècle. À l'époque, les antiquaires, cherchant une explication à l'ampleur des alignements, développent des interprétations d'autant plus fantaisistes que certains d'entre eux parlent des alignements sans probablement jamais les avoir vu,. En 1732, l'écrivain André-François Boureau-Deslandes voit dans ces pierres des vestiges du Déluge.
D'autres érudits attribuent les alignements aux Romains et contribuent à la diffusion de la thèse du « camp de César ». En 1755, Royer de la Sauvagère, officier du génie, émet l'idée que les alignements seraient les vestiges d'un camp romain, datant de la Guerre des Gaules, ayant contenu de 13 000 à 14 000 hommes, et que les soldats romains auraient dressés les pierres pour protéger leurs tentes du vent. Dans sa Description historique, topographique et naturelle de l'Ancienne Armorique ou Petite Bretagne rédigée vers 1753-1755, Christophe-Paul de Robien donne la première représentation connue des menhirs de Carnac (alignements de Kermario), qu'il qualifie d'« antiquités gauloises », et souligne que les pierres semblent avoir été disposées selon leur ordre de taille. Robien remet en question l'hypothèse qu'il s'agirait d'un ancien cimetière. En 1764, Anne-Claude de Caylus réfute la thèse de la Sauvagère et estime que les alignements résultent de l’installation d'une population étrangère venue s'établir en territoire vénète.

### Théories développées auXIXesiècle

#### Théories en rapport aux druides

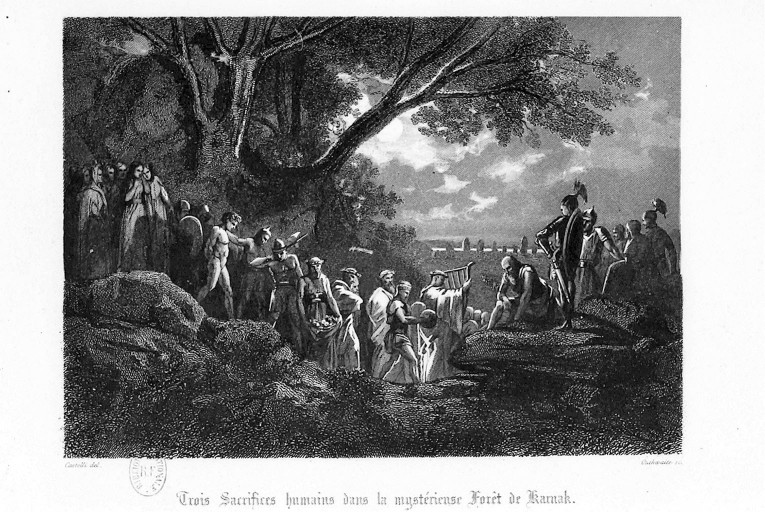
Druides pratiquant des sacrifices humains en forêt de Carnac, à l'arrière-plan, un alignement (Les Mystères de Paris d'Eugène Sue, 1851).

Dans la première édition du Dictionnaire historique et géographique de la province de Bretagne parue en 1788-1790, Ogée reprend la thèse de la Sauvagère (camp de César) puis fait sienne l'opinion de François de Pommereuil, capitaine d'artillerie, qui y voit un monument religieux des Celtes. Tout au long du XIXe siècle, l'essor de la celtomanie contribue à voir dans les mégalithes des « pierres druidiques » et à accorder aux alignements de Carnac diverses fonctions symboliques et sacrées : lieux de culte phallique ou ophiolâtrique, usage solaire ou du zodiacal (Jacques Cambry-1805),, site de rassemblement des druides de l'Armorique et des îles britanniques (La Tour-d'Auvergne -1792),, temple druidique (Mahé-1825), calendrier marquant les cycles agricoles. 
En 1858, Flaubert avec beaucoup d'humour se gausse franchement de toutes ces thèses pseudo-scientifiques :

« Pour en revenir aux pierres de Carnac (ou plutôt pour les quitter), que si l'on me demande, après tant d'opinions, quelle est la mienne, j'en émettrai une, irréfutable, irréfragable, irrésistible, une opinion qui fera reculer les tentes de M. de La Sauvagère et pâlir l'égyptien Penhouët, qui casserait le zodiaque de Cambry et hacherait le serpent Python en mille morceaux. Cette opinion la voici : les pierres de Carnac sont de grosses pierres ! »

— Gustave Flaubert

#### Essor d'une approche plus scientifique

Le plan de Murray Vicars, en 1832, recensant aussi des mégalithes de Erdeven, Plouharnel, La Trinité-sur-Mer et l'Île-aux-Moines.

En 1805, Maudet de Penhoët reprenant les thèses de ses prédécesseurs, voit dans les alignements des monuments funéraires élevés par les Gaulois en l'honneur des guerriers tombés lors du siège de Dariorigum (Vannes) mais il est le premier à souligner l'intérêt d'entreprendre des fouilles. Les premiers relevés topographiques des sites sont dus à Jean-Baptiste-Joseph Jorand en 1823 et le premier plan de masse des monuments de la région est levé par Murray Vicars en 1832. Dès 1836, dans ses Notes d'un voyage dans l'Ouest de la France, Mérimée critique les antiquaires étrangers et bretons qui publient des travaux sur les pierres « dites celtiques ou druidiques » et émettent des thèses qui reposent plus sur leur imagination que sur des observations factuelles. 
Dans le dernier quart du XIXe siècle, les fouilles des archéologues étrangers (W. C. Lukis, J. Miln) et ceux de la Société polymathique du Morbihan conduisent à de nouvelles interprétations fondées sur l'archéologie mais elles se consacrent essentiellement aux monuments funéraires (tumulus et dolmens). En 1877-1878, Miln réalise l'unique fouille connue pour le site de Kermario, dont les résultats s'avèrent décevants. 

#### Autres théories
En 1872, dans son ouvrage Rude stones monuments in all countries, premier ouvrage de synthèse sur les monuments mégalithiques dans le monde reprenant les dernières découvertes archéologiques connues, l'écossais James Fergusson énonce que « les alignements de Carnac ne sont ni des temples, ni des tombeaux, ni des lieux de réunion » mais l'abondance des objets d'époque romaine recueillis sur les sites le conduise à maintenir « qu'ils ne sont pas antérieurs aux Romains »  et il affirme en conclusion « ce sont des trophées et la bataille qu'ils rappellent fut livrée entre les années 380 et 550 de notre ère, c'est-à-dire à l'époque d'Arthur, à laquelle appartiennent également les constructions mégalithiques de la Grande-Bretagne ». 
En 1906, H.-P. Hirmenech défend une thèse selon laquelle les alignements auraient été élevés en mémoire de combattants venus du Nord qui seraient morts lors du siège de Troie. En 1914, le préhistorien Marcel Baudouin, grâce à une méthode basée sur l'astronomie, prétend être capable de donner la date de construction des alignements. En 1930, A. Baschmakoff dans un long article publié dans la revue L'Anthropologie soutiendra que l'ensemble des alignements serait la représentation d'un clan tribal, chaque file représentant une subdivision du clan.

### Mesures de protection
En 1834, Prosper Mérimée, en tant qu'inspecteur général des Monuments historiques, entreprend une tournée d'inspection et consacre une quinzaine de pages de ses Notes d'un voyage dans l'Ouest de la France (1835) à la description des alignements de Carnac et ceux-ci seront mentionnés dans la première liste de monuments en péril dès 1840.

« Je désire que l'on sache que ces constructions qui occupent le rang le plus élevé parmi les monuments les plus curieux et les plus colossaux du monde sont, même de nos jours où leur étude est devenue un mouvement scientifique européen, démolies par la main de l'homme et encore plus ruinées que ne les avaient laissées les souffles furieux du puissant Atlantique et les dizaines de siècles de pluies hivernales. »

— W. C. Lukis
En 1879, la Commission des monuments mégalithiques est créée par l'État. Présidée par Henri Martin, elle est chargée de procéder aux acquisitions des grands sites mégalithiques bretons dont les alignements de Carnac. Pour faire face aux exigences financières des propriétaires, à partir de 1887, l'État peut recourir aux expropriations (Menec, Kermario). Les alignements du Ménec, de Kermario et de Kerlescan sont classés au titre des monuments historiques par la liste de 1889.

« Les peulvens de Karnac font un effet immense. Ils sont innombrables et rangés en longues avenues. Le monument tout entier, avec ses cromlechs qui sont effacés et ses dolmens qui sont détruits, couvrait une plaine de plus de deux lieues. Maintenant on n’en voit plus que de la ruine. »

— Victor Hugo, Lettres à Adèle, 12 août 1834.
Fin XIXe siècle, les alignements sont en très mauvais état et, bien que classés, il est nécessaire de faire clôturer les sites avec des murets de pierre pour éviter que les destructions se poursuivent. Félix Gaillard qui a été chargé d'acquérir et de restaurer les monuments pour le compte de la Commission des monuments mégalithiques entreprend un décompte des menhirs avant restauration : sur les 1 771 menhirs recensés près des deux tiers sont couchés au sol (à Kermario seuls 164 menhirs sont debout sur un total de 678 menhirs). Les premières restaurations sont parfois abusives : il existe ainsi aujourd'hui des files de pierres là ou aucune n'était visible sur des photographies anciennes. Malgré cette prise de conscience, durant la première moitié du XXe siècle, l'essor de la mécanisation agraire entraîne encore la mise en culture des champs où des menhirs sont présents et certains sont déplacés ou débités pour faciliter l'exploitation des terres. En 1947, le projet de construction de la future RD 196 prévoit de faire passer la route départementale entre les deux files les plus méridionales de l'alignement du Ménec et de réutiliser les quelques menhirs qui seront déplacés pour combler les files incomplètes. Dès le lancement des travaux en 1953, une polémique oppose alors l'État, la commune de Carnac, la Société préhistorique française et des propriétaires locaux et finalement le tracé sera dévié (la route longe le site au sud) mais les strates archéologiques et les files de menhirs les plus méridionales des alignements ont été endommagées.

### Depuis leXIXesiècle
Pendant l'Occupation, des archéologues allemands s'intéressent aux alignements de Carnac y voyant un signe de l'« indo-germanisation » de la région par des populations extérieures venues du nord par la mer. Ces recherches, organisées par l'Institut archéologique allemand, sont directement chapeautées par Alfred Rosenberg et bénéficient de l'aide de la Luftwaffe pour réaliser des relevés topographiques du secteur,.

## Description
Les alignements de Carnac s'étendent sur environ 4 km de longueur, entre la baie de Plouharnel et la rivière de la Trinité-sur-Mer et il est possible qu'à l'origine ils aient même atteint la rivière de Crac'h, ce qui porterait leur longueur totale à 8 kilomètres. Ils marquent la jonction de deux territoires différents, l'un littoral au sud et l'autre continental au nord. Ils comprennent environ 3 000 menhirs, chiffre sans doute largement en deçà de ce qui existait au Néolithique.
Ces alignements sont constitués de files de menhirs plus convergentes que parallèles, associées à des enceintes mégalithiques, des menhirs isolés, des tumulus dévolus à une inhumation individuelle ou des tombes collectives. Ces alignements sont orientés selon une direction générale sud-ouest/nord-est (N 65°). Dans la plupart des alignements, les menhirs sont généralement associés à au moins une enceinte disposée à l'ouest d'où partent les files de menhirs. La topographie des terrains a été prise en compte et les menhirs ont été dressés de manière à accentuer les effets de perspective : les menhirs les plus grands (plus de 3 m) sont implantés sur les points hauts (généralement à l'ouest) et les plus petits (moins de 0,90 m) dans les zones les plus basses. Dans les files, tous les menhirs sont orientés de la même façon, leurs petits côtés dans l'axe de la file.
Tous les menhirs sont exclusivement constitués de blocs en granite, d'origine locale, un granite d'anatexie à deux micas hétérogènes, comprenant des zones porphyroïdes. Ce granite affleure en de nombreux endroits sur les sites d'implantation : il a souvent suffi d'exploiter des failles locales pour en extraire les blocs. La plupart sont des blocs de forme rectangulaire, à l'état brut, mais quelques uns semblent avoir été épannelés dans leur partie supérieure. Les formes moins régulières, plus tourmentées, visibles sur les plus grandes pierres sont dues à l'érosion naturelle pré-mégalithique et post-mégalithique.

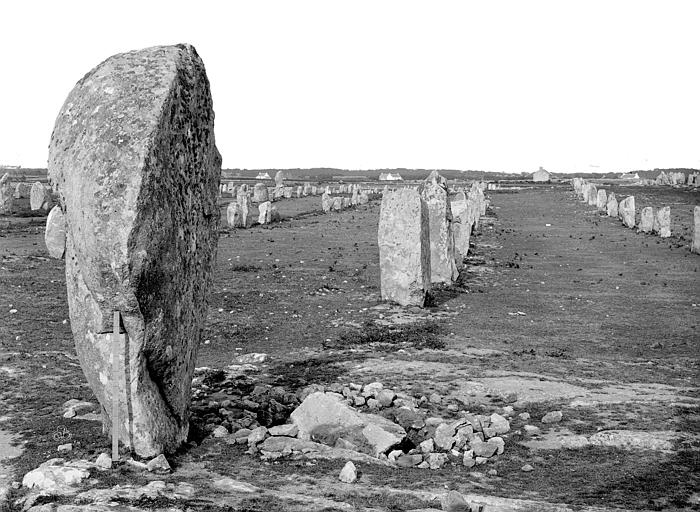
Alignement du Ménec : sur cette photographie datée de 1893, le paysage est encore complètement ouvert...

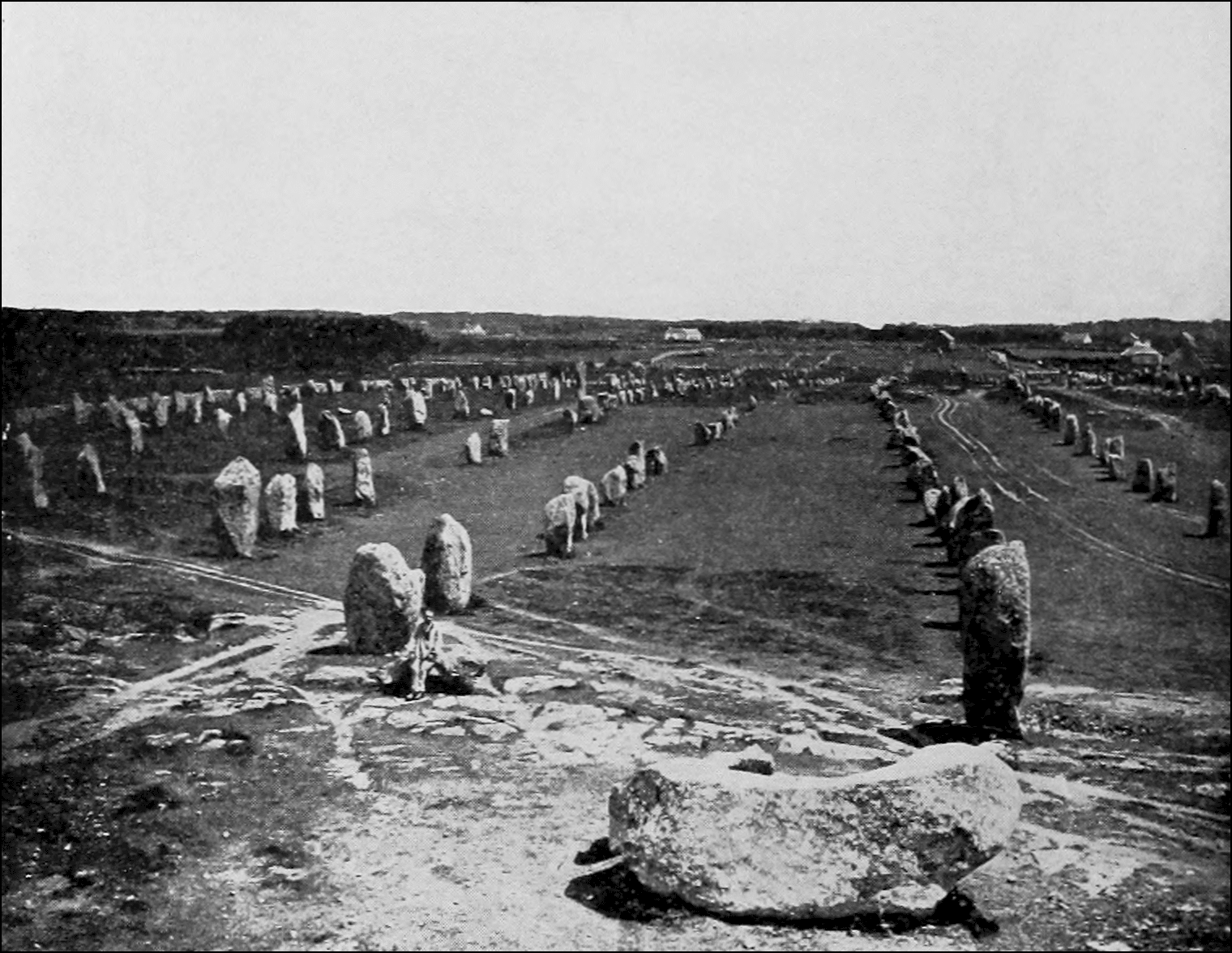
... de même sur cette photographie de 1909 de l'alignement de Kermario.

On recense quatre alignements principaux d'ouest en est : le Ménec, Kermario, Kerlescan et le Petit Ménec. Chaque alignement semble désormais isolé au milieu de la végétation mais ce sont les plantations de pins du XXe siècle qui ont contribué à modifier notre perception globale : dans un paysage plus ouvert, ce qui était probablement le cas au Néolithique, une continuité visuelle existait entre les différents alignements et les monuments mégalithiques voisins (tumulus, dolmens), elle est encore perceptible sur des dessins ou des photographies réalisés au XIXe siècle. Chez les auteurs du XIXe siècle, l'existence d'un continuum de menhirs entre la ria d'Étel et Carnac ne faisait aucun doute.

### Alignement du Ménec
Cet alignement mesure 950 mètres de long sur 100 mètres de large et comprend 1 050 menhirs répartis sur 11 files. L'alignement a été coupé en deux parties inégales lors de la construction de la RD 196, la partie orientale du site est désormais appelée alignement de Toulchignan. Les plus hautes pierres de l'alignement atteignent 4 mètres de hauteur. L'alignement est précédée au sud-ouest par une enceinte curviligne incluse dans le village du Ménec. Une seconde enceinte, très ruinée, est visible à son extrémité orientale.

### Alignement de Kermario
Cet alignement est le plus connu et le plus fréquenté des alignements de Carnac car c'est celui qui comporte les menhirs les plus spectaculaires mais c'est aussi l'alignement qui a été le plus endommagé et le moins bien restauré. L'alignement s'étire sur 1 100 mètres  de long et comporte 982 menhirs. Le creusement de l'étang de Kerloquet au XIXe siècle a détruit une partie des files et il est difficile de savoir si les menhirs visibles au-delà de l'étang, connus désormais sous le nom d'alignement de Kerloquet, correspondent à un site indépendant ou à l'extrémité orientale de l'alignement d'origine.

### Alignement de Kerlescan et du Petit Ménec
De tous les alignements de Carnac, c'est celui de Kerlescan qui a été le mieux préservé. Il s'étire sur 350 mètres de longueur et comporte encore 300 menhirs répartis sur 13 files non parallèles. Il est précédé d'une enceinte rectangulaire édifiée sur une légère hauteur : pour un observateur qui serait placé à l'extrémité orientale du site, l'ensemble des files donnent ainsi l'impression « de monter vers » l'enceinte occidentale. L'alignement de Kerlescan se prolonge dans un bois situé au-delà de la route menant à la Trinité-sur-Mer par celui du Petit Ménec, très endommagé et en grande partie masqué par le couvert forestier, demeurant de fait mal connu.

## Dans l'imaginaire

### Folklore et légendes

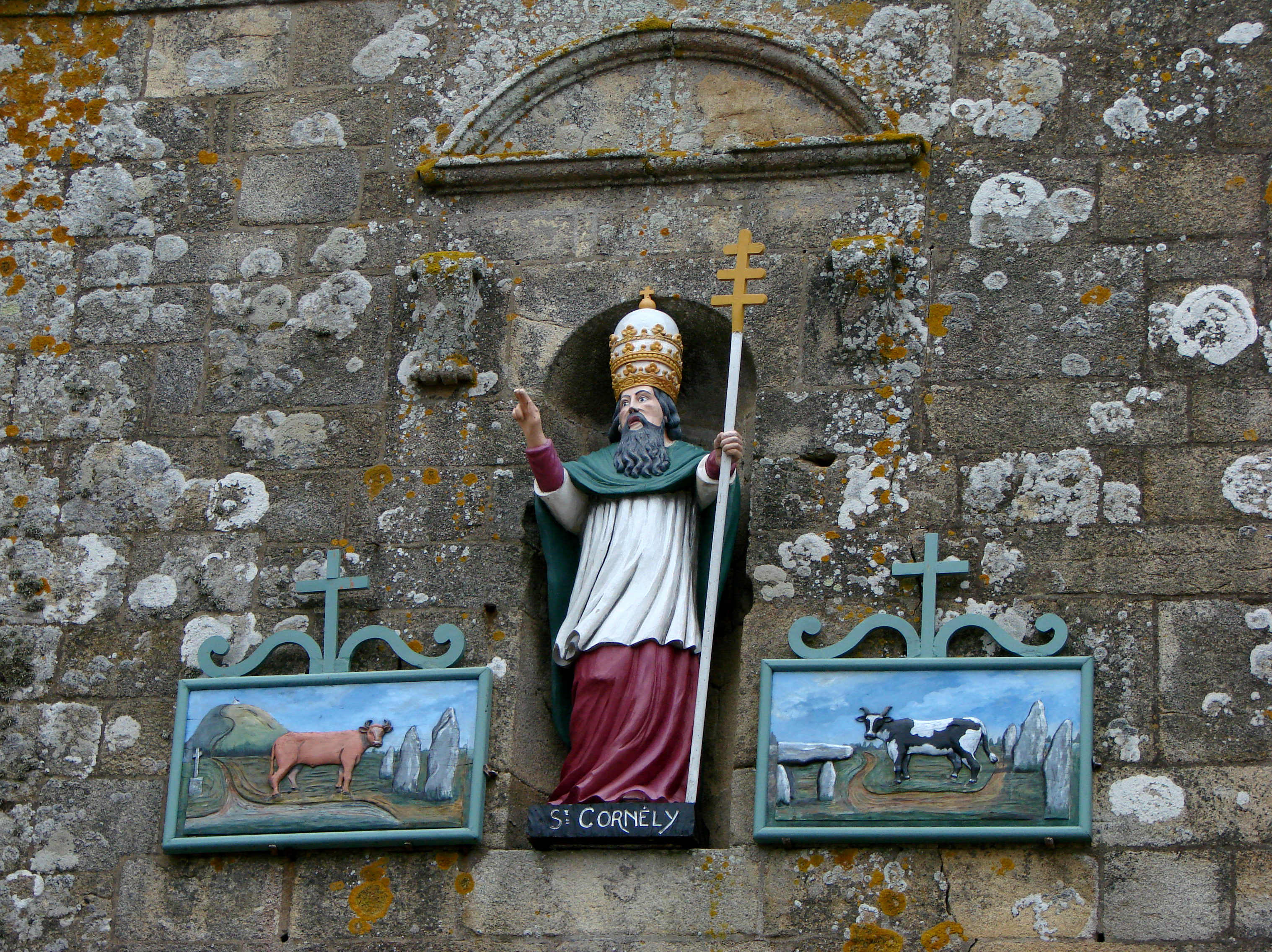
Saint Cornély est représenté dans une niche de la façade de l'église paroissiale de Carnac, flanquée de deux tableaux sur lesquels sont naïvement peints deux bœufs et les mégalithes.

En raison de l'importance des sites, les alignements de Carnac n'ont pas échappé aux diverses légendes et superstitions qui appartiennent au folklore traditionnel associé aux mégalithes. Le Rouzic a ainsi rapporté la légende selon laquelle la nuit de Noël, les pierres allaient boire dans les ruisseaux, écrasant humains et bêtes sur leur passage. Recueillie en 1864, cette légende était très populaire parmi les enfants de Carnac, au point qu'ils la racontaient aux touristes visitant la région, jusqu'à ce qu'un arrêté municipal pris dans les années 1960 l'interdise. Plusieurs gravures de la fin du XIXe siècle représentent les alignements éclairés de nuit par la lumière de la pleine lune au milieu desquels dansent les fées. Les menhirs étaient aussi réputés pour abriter un trésor à leur pied, mais la mort attendait toute personne cherchant à s'en emparer. 
La légende la plus populaire associée aux alignements est toutefois celle de Saint Cornély rapportée par l'abbé Buléon en 1899 dans les Annales de Bretagne. Cette légende, très largement répandue dans le sud du Morbihan, est d'ailleurs aussi associée à d'autres alignements mégalithiques que ceux de Carnac. Le futur saint Cornély, probable évangélisateur de la contrée, étant poursuivi par des soldats, se cacha alors dans l'oreille d'un des deux bœufs qui portaient ses bagages et changea en pierres les soldats qui le menaçaient. Dans la légende, les alignements sont ainsi appelés sudarded Sant Korneli (« les soldats de saint Cornély ») mais dans le langage courant ils étaient banalement mentionnés sous le vocable d'ar vein (« les pierres »). Cette légende serait à l'origine du pardon de Saint-Cornély, qui perdura jusque dans les années 1960, où les paysans venaient faire bénir leurs bœufs. Des traditions locales ont aussi opéré une attraction paronymique pour inventer une parenté entre Cornely et la divinité gauloise cornue Cernunnos, voire avec l'origine du nom Carnac.

### Dans la fiction
Les alignements de Carnac sont un des lieux de tournage en extérieur du film, réalisé par Abel Gance, Le Roman d'un jeune homme pauvre, sorti en 1935.
Dans Astérix en Hispanie de Goscinny et Uderzo, c'est Ordralfabétix qui projette de créer les alignements de Carnac. Dans la bande dessinée Le Scrameustache de Gos, deux albums font référence aux alignements notamment (Le Magicien de la Grande Ourse et Le Cristal des Atlantes) : dans le premier, un menhir emprisonnant un personnage maléfique est ajouté aux alignements  et dans le second, les alignements servent de moyen de propulsion à la soucoupe volante des héros.
Les alignements de Carnac ont également servi de source d'inspiration à Junichi Masuda pour les jeux vidéo Pokémon X et Pokémon Y : la ville fictive de Cromlac'h possède un alignement de menhirs.

## Tourisme

### Essor du tourisme

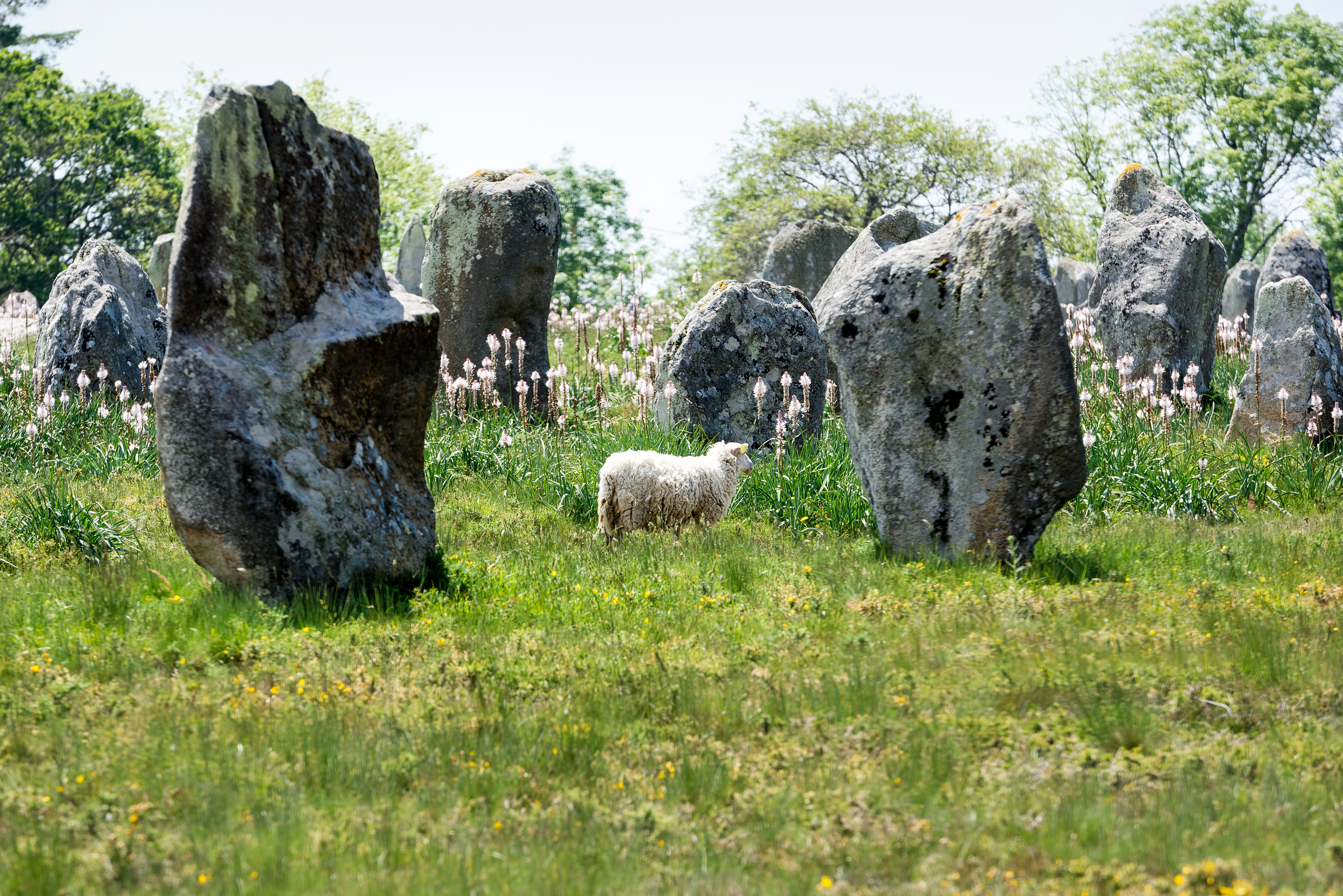
Mouton au milieu des alignements de Kermario.

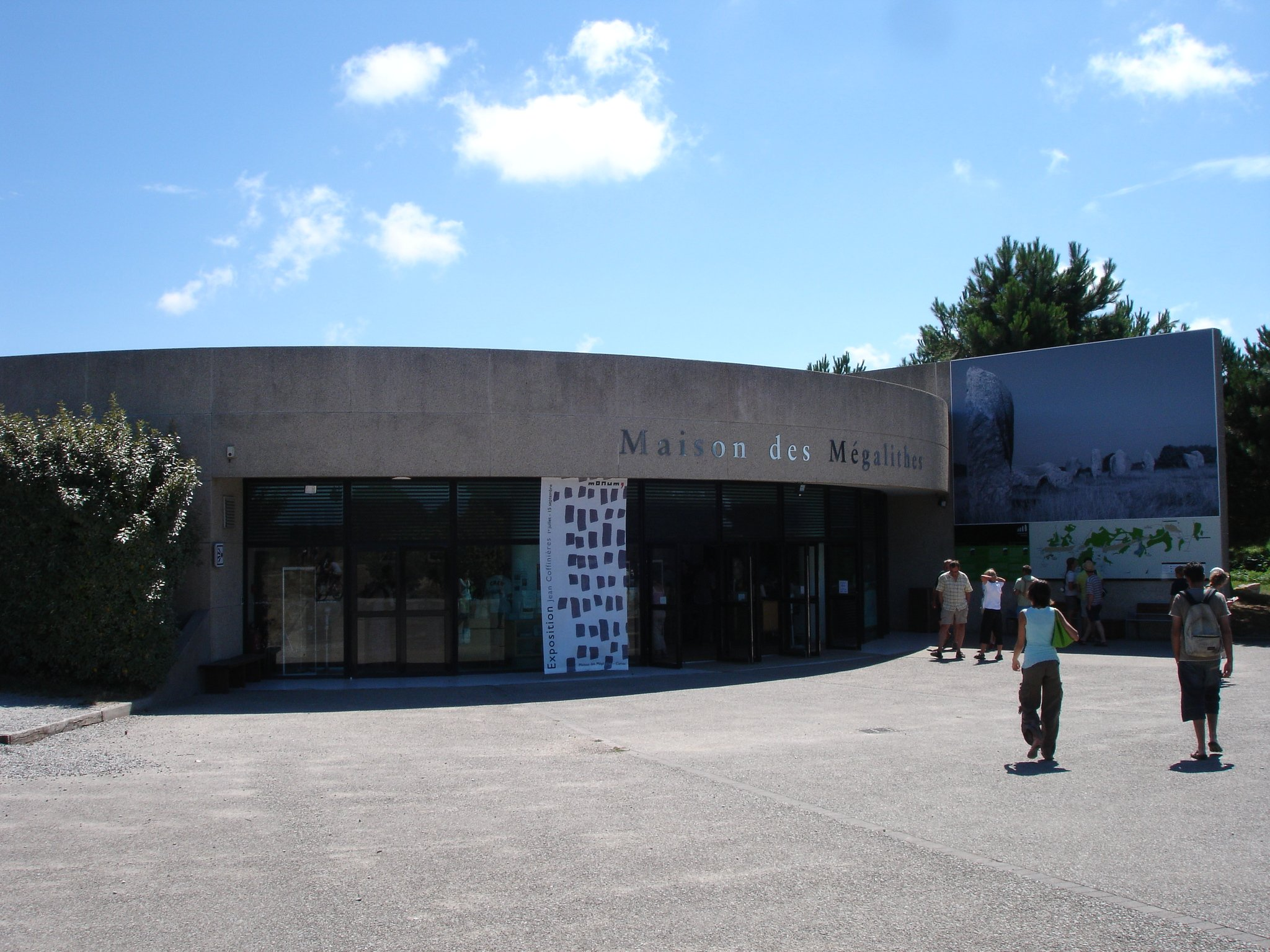
La maison des mégalithes à Carnac et son cinéma, baptisé l'archéoscope.

C'est à partir de la seconde moitié du XIXe siècle que l'engouement pour le site mégalithique de Carnac prend naissance. Les alignements de Carnac vont encore inspirer de nombreux érudits, le chevalier de Fréminville dans ses Antiquités du Morbihan (1829) aussi bien que des hommes de lettres (Gustave Flaubert et Maxime du Camp en 1847). 
Des auteurs romantiques comme Victor Hugo, Guy de Maupassant, Stendhal ou Jules Michelet rapportent leur voyage sur place. Le développement du chemin de fer contribue à l'essor du tourisme en Bretagne et progressivement l'intérêt pour les mégalithes touche un public plus vaste que celui des seuls antiquaires.

### Surfréquentation et régulation
Dans les années 1970, la surfréquentation touristique est responsable d'une dégradation alarmante des sites par surpiétinement du fragile couvert végétal et elle est accusée de contribuer au déchaussements des menhirs et à la destruction du sous-sol archéologique. En 1991, l'État prend des mesures de préservation des sites et parallèlement lance un programme de restauration : afin de réguler la surfréquentation touristique et l'érosion anthropique qui en découle, les sites sont clôturés et bénéficient d'un programme de revégétalisation tandis qu'un parcours piétonnier hors alignement est aménagé. Hors saison, les sites demeurent en libre accès mais en pleine saison estivale, l'accès est restreint aux seules visites commentées organisées par la Maison des mégalithes, soit moins de 30 000 personnes par an. Les visites font l'objet d'un système de rotation par site avec instauration d'une jauge limitée à 400 personnes par jour. À partir de 1995, l'entretien des sites est assuré par l'installation de moutons de la race Lande de Bretagne dont le pâturage contribue à limiter la repousse des espèces végétales.
Les mesures de préservation et de régulation sont toutefois vivement contestées par des riverains, l'association Menhirs libres et des élus locaux qui craignent qu'elles ne masque en réalité une privatisation du site d'autant qu'il est envisagé de dévier la route CD 196, de détruire certaines habitations situées au cœur des alignements de Kermario et d'exproprier une dizaine de familles d'agriculteurs habitant à proximité,. Christian Bonnet, sénateur-maire de Carnac, est alors soupçonné de vouloir créer une réplique en béton des alignements (à l'instar de Lascaux 2). Ce projet touristico-culturel qualifié péjorativement de « menhirland » par ses opposants, est jugé illégal par le tribunal administratif de Nantes et officiellement abandonné en 2003 par Jean-Jacques Aillagon, alors Ministre de la Culture.

### Aménagements
Au début des années 1990, la Maison des mégalithes a été édifiée au sud de l'alignement du Ménec. Conçu pour accueillir le public et géré par le centre des monuments nationaux, ce centre d’interprétation du site de Carnac s’est avéré au fil des années peu adapté au flux des 700 000 visiteurs annuels. Le 10 mars 2018, après un réaménagement intérieur complet, la Maison des mégalithes rouvre ses portes,. En 2011, cette maison est complétée par l'installation de deux nouveaux points d'information supplémentaires à Kermario et au Ménec.

## Inscription au patrimoine mondial de l'UNESCO
Le 20 septembre 1996, les sites mégalithiques de Carnac sont inscrits sur la liste indicative de l'UNESCO en vue d'une  candidature d'inscription au patrimoine mondial dans la catégorie culturelle.
En 2007 est créé le Comité scientifique de Carnac, sous la présidence d'Yves Coppens, qui est chargé de valider le territoire à labelliser entre la ria d'Étel et la presqu'île de Rhuys. En 2013, le conseil départemental du Morbihan crée l’association Paysages de mégalithes afin de porter le projet d’inscription des mégalithes de Carnac et des rives du Morbihan au patrimoine mondial de l’UNESCO. Outre Carnac, 26 autres communes du golfe du Morbihan sont concernées avec un total de 397 sites. 
En juillet 2025, les sites mégalithiques de Carnac sont inscrits sur la liste de l'UNESCO au Patrimoine mondial dans la catégorie culturelle,,,.